# 孫如璧
孫如璧（?—?），贵州定番州（今惠水縣）人，清朝政治人物，同進士出身。
乾隆九年（1744年）甲子科贵州乡试解元。乾隆十三年（1748年）戊辰科進士，三甲一百五十七名，歷官直隸新河縣知縣。著有《七愛軒詩稿》。